# Protopopinci
Protopopinci (en serbe cyrillique : Пртопопинци) est un village de Serbie situé dans la municipalité de Dimitrovgrad, district de Pirot. Au recensement de 2011, il comptait 46 habitants.

## Démographie

### Évolution historique de la population
| 1948 | 1953 | 1961 | 1971 | 1981 | 1991 | 2002 | 2011 |
| ---- | ---- | ---- | ---- | ---- | ---- | ---- | ---- |
| 500  | 470  | 377  | 269  | 163  | 91   | 55   | 46   |

|  |